# Гострохвіст золотавий
Гострохві́ст золота́вий (Premnornis guttuliger) — вид горобцеподібних птахів родини горнерових (Furnariidae). Мешкає в Андах. Це єдиний представник монотипового роду Золотавий гострохвіст (Premnornis).

## Опис
Довжина птаха становить 13-14 см, вага 143-17 г. Верхня частина тіла коричнева, над очима охристі "брови", шия з боків поцяткована охристими смужками. Крила і хвіст руді. Горлдо білувате, нижня частина тіла бура, поцяткована охристами лускоподібним візерунком.

## Підвиди
Виділяють два підвиди:
- P. g. venezuelanus Phelps & Phelps Jr, 1956 — північно-західна Венесуела (Сьєрра-де-Періха) і Анди на південному заході Тачири);
- P. g. guttuliger (Sclater, PL, 1864) — Анди в Колумбії, Еквадорі, Перу (на південь до Пуно).

## Поширення і екологія
Золотаві горстохвости мешкають у Венесуелі, Колумбії, Еквадорі і Перу. Вони живуть в підліску вологих гірських тропічних лісів Анд. Зустрічаються поодинці або парами, на висоті від 1300 до 2750 м над рівнем моря. Іноді приєднуються до змішаних зграй птахів. Живляться безхребетними, яких шукають в густому підліску.